# Collins Island (Südgeorgien)
Collins Island ist eine 1,23 Hektar große Insel vor der Nordküste Südgeorgiens im Südatlantik. Sie liegt vor dem Hercules Point östlich der Einfahrt zur Macaroni Bay und südöstlich des First Milestone.
Das UK Antarctic Place-Names Committee benannte sie 2013 nach dem britischen Meeresbiologen und Wissenschaftsmanager Martin Collins, leitender Verwaltungsbeamter der Vertretung des Vereinigten Königreichs in Südgeorgien und den Südlichen Sandwichinseln, der maßgeblich am Ausrottungsprogramm der Rentiere auf Südgeorgien beteiligt war.